# Circuito de Mugello

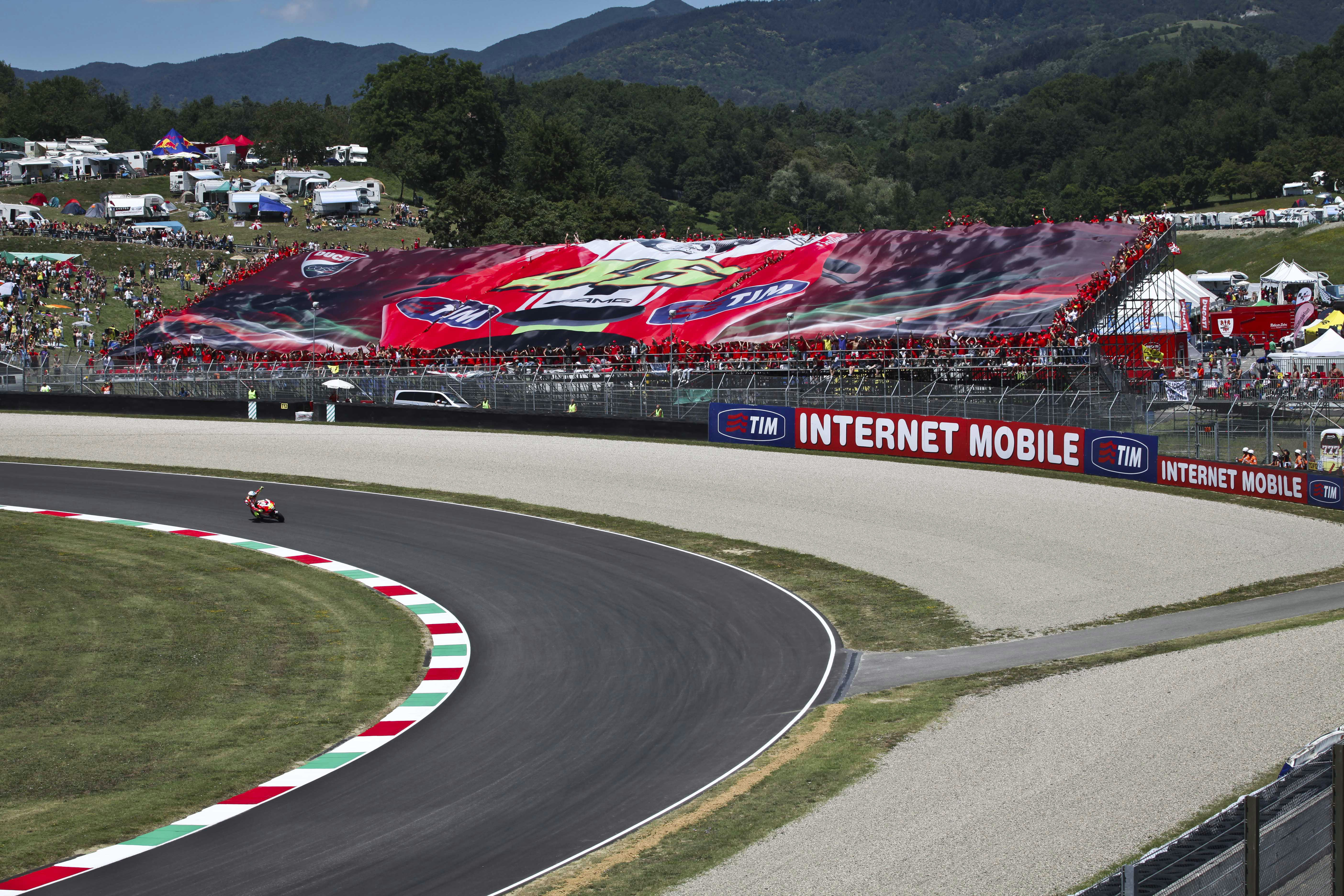
Curva Ducati, a primeira curva do circuito

O Circuito de Mugello (em italiano: Autodromo Internazionale di Mugello) é um autódromo localizado na Itália, 30 km a nordeste de Florença.
Existe desde 1914. De 1989 a 1991 remodelado pela Ferrari, sua proprietária, que a usa como pista de testes. Atualmente possui 5 245 m, 15 curvas e uma longa reta de 1 141 m. Há também uma versão mais curta com 7 curvas.
Desde 1976 abriga o Grande Prêmio italiano de Moto GP. O multicampeão Valentino Rossi sofreu um acidente em que fraturou a perna durante os treinos livres da Moto GP em Mugello, na temporada de 2010.
O circuito foi usado na Temporada 2012 da Fórmula 1 em testes realizados de 1 a 3 de maio por todas as equipes. A pista foi elogiada por Mark Webber, que afirmou que ele "deu dez voltas no seco no circuito de Mugello, que é o mesmo que dar 1000 voltas na pista de Abu Dhabi em termos de satisfação".
Em 10 de julho de 2020 a Fórmula 1 confirmou a realização do Grande Prêmio da Toscana no circuito em 13 de setembro de 2020.